# Body and Soul (film, 1931)
Pour les articles homonymes, voir Body and Soul.
Pour plus de détails, voir Fiche technique et Distribution.
Body and Soul est un film américain réalisé par Alfred Santell, sorti en 1931.

## Synopsis
Pendant la Première Guerre mondiale, les pilotes américains Mal Andrews, Tap Johnson et Jim Watson s'enrôlent dans un escadron de la Royal Air Force. Mal et Tap craignent que leur ami Jim trompe sa nouvelle épouse. Lorsque le général Trafford Jones arrive pour évaluer l'escadron, il critique son manque de discipline et son manque d'effort dans les batailles aériennes. Par conséquent, le général ordonne à Watson d'entreprendre une mission quasi suicidaire pour abattre un ballon ennemi pour son premier vol avec l'escadron. Secrètement, Mal le rejoint à bord de l'avion et lorsque Jim est tué dans la bataille aérienne, son ami parvient à terminer la mission et à faire croire que le pilote est mort en héros.
Dans un premier temps, la femme de Jim, Carla, est prise pour Pom Pom, sa maîtresse. Mal tombe amoureux de Carla et quand Alice Lester, la vraie Pom Pom, apparaît, elle découvre que Tap est sur le point de voler en mission. Lester est en réalité un espion allemand qui envoie les informations à l'ennemi et Tap est tué plus tard. Lorsque Mal se rend compte que Carla est la veuve de Jim et non sa maîtresse, il se lance dans une autre mission, avec l'espoir qu'il retrouvera son véritable amour.

## Fiche technique
- Titre original : Body and Soul
- Réalisation : Alfred Santell
- Scénario : Jules Furthman d'après l'histoire Big Eyes and Little Mouth de Elliott White Springs et la pièce Squadrons de A.E. Thomas
- Producteur exécutif : Sol M. Wurtzel
- Société de production : Fox Film Corporation
- Musique : Peter Brunelli (non crédité)
- Photographie : Glen MacWilliams
- Montage : Paul Weatherwax
- Directeur artistique : Anton Grot
- Pays d'origine : États-Unis
- Format : Noir et blanc - 35 mm - 1,37:1 - Son : Mono
- Genre : Drame
- Durée : 70 minutes
- Date de sortie :
  - États-Unis : 22 février 1931

## Distribution
- Charles Farrell : Mal Andrews
- Elissa Landi : Carla
- Humphrey Bogart : Jim Watson
- Myrna Loy : Alice Lester
- Don Dillaway : Tap Johnson
- Crauford Kent : Major Burke
- Pat Somerset : Major Knowls
- Ian MacLaren : Général Trafford-Jones
- David Cavendish : Lieutenant Meggs
- Douglas Dray : Zane
- Harold Kinney : Young
- Bruce Warren : Sam Douglas